# 阿卜杜勒-拉赫曼·苏菲

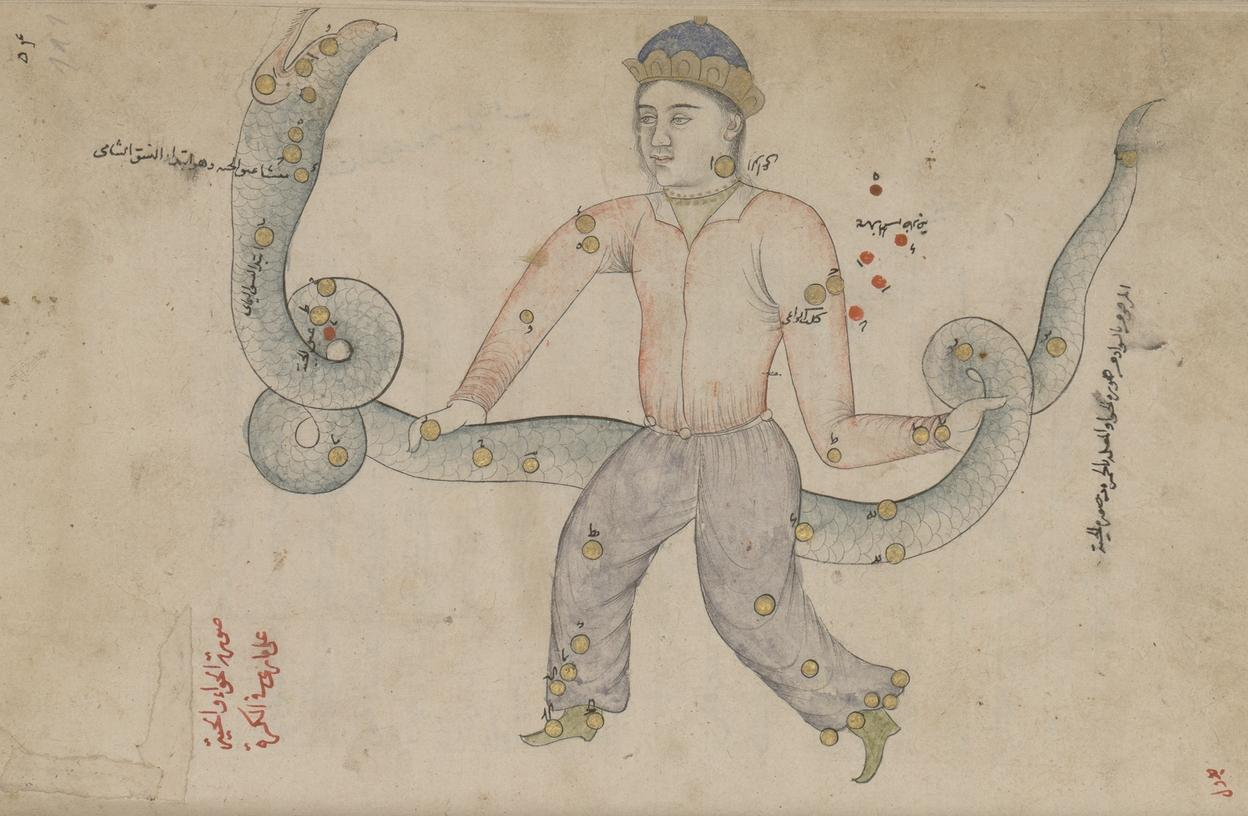
蘇菲所著《恆星之書》中的蛇夫座

阿卜杜勒-拉赫曼·苏菲（波斯語：عبدالرحمن صوفی，903年12月7日—986年5月25日），波斯天文学家。在西方，他以阿佐菲一名為人知曉；月球撞擊坑阿佐菲及小行星12621均以他來命名。蘇菲的《恆星之書》（一譯《論恆星星座》、《恆星星座書》）成書於964年。該書既有文字敘述，亦有繪畫插圖。

## 生平
蘇菲是九位有名穆斯林天文學家之一。他的名字意味着他是個蘇菲派穆斯林。他居於波斯伊斯法罕，是白益王朝阿杜德·道拉埃米爾（「埃米爾」即阿拉伯帝國貴族的意思）的廷臣，並從事翻譯及精研希臘天文學的著作，特別是托勒密的《天文學大成》。蘇菲的貢獻在於修正了托勒密的星表，並加入自己對星星亮度和星等的估計，這些數字都與托勒密作品中的數字有所差別。
在將亞歷山卓為中心的希臘化文明時期天文學著作翻譯成阿拉伯語的翻譯工作中，他是一名主要的貢獻者。他是首個嘗試把希臘星名及星座配對以傳統阿拉伯名稱，二者是完全無關及以複雜地重疊起來。

## 天文學

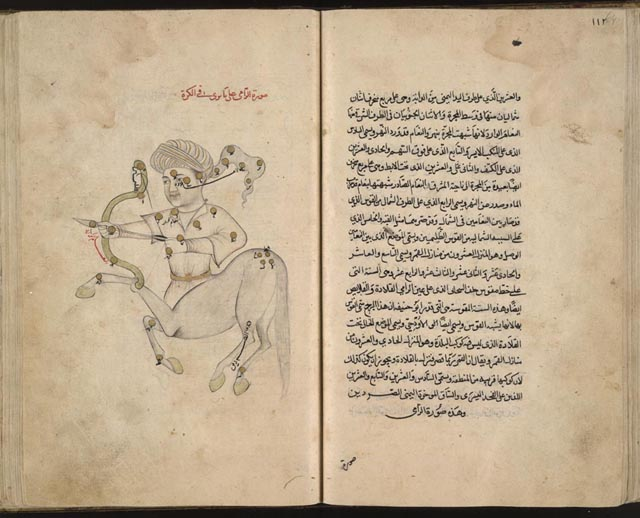
對人马座的記載

蘇菲辨認出在也門（儘管不是伊斯法罕）能看見的大麥哲倫星雲；在麥哲倫於十六世紀展開環球之旅前，歐洲人從未見過這星雲。他亦在公元964年留下了最早對仙女座星雲觀察的紀錄，並形容仙女座星雲為「朦朧斑點」（nebulous spot，lathka sahabiya）、「小雲」（small cloud），這些都是首批人類從地球觀察到的河外星系。
他注意到黃道平面按天球赤道的角度傾斜，亦較準確地計算出回歸年的長度。他觀察與敘述星星、星星位置、星等以及它們的顏色，以劃分星座的形式製下自己一套的星座。針對每個星座，他製作了兩幅繪畫，一幅是從天球外觀看的角度，另一幅是從天球內觀看星空的角度，亦即我們在地球上仰望星空時的角度。
蘇菲亦撰寫過有關星盤的文章，在文章中發現多種使用星座的新方法：他描述了超過一千不同的用法，在天文學、占星學、星座、航海星盤、測量、計時、測量清真寺的朝拜方向、禮拜等各方面都有涉及。

## 苏菲天体观测国际竞赛
自從2006年起，伊朗天文学会的天文爱好者委员会（Astronomy Society of Iran – Amateur Committee, ASIAC）舉辦國際性的苏菲天体观测国际竞赛（Sufi Observing Competition），以紀念蘇菲。第一屆比賽在2006年塞姆南市北部舉行，第二屆的比賽在2008年扎黑丹附近的拉迪茲區（Ladiz）舉行。超過一百位來自伊朗及伊拉克的天文觀測者參加了這次比賽。

## 榮耀
月球隕石坑阿佐菲（Azophi）和小行星12621阿爾蘇菲（Alsufi）以他的名字命名。
2016年12月7日，Google以Google塗鴉紀念了他的1,113歲生日。

## 《恆星之書》中所載的星座

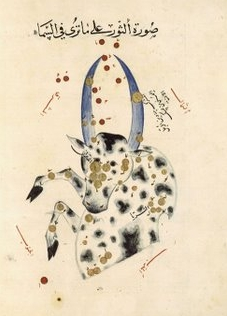
金牛座
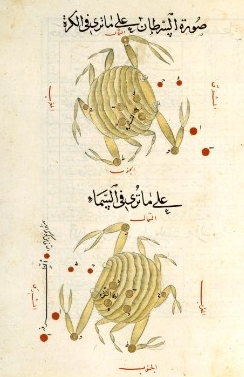
巨蟹座
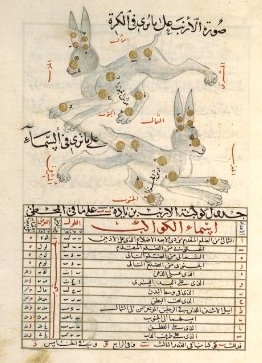
天兔座
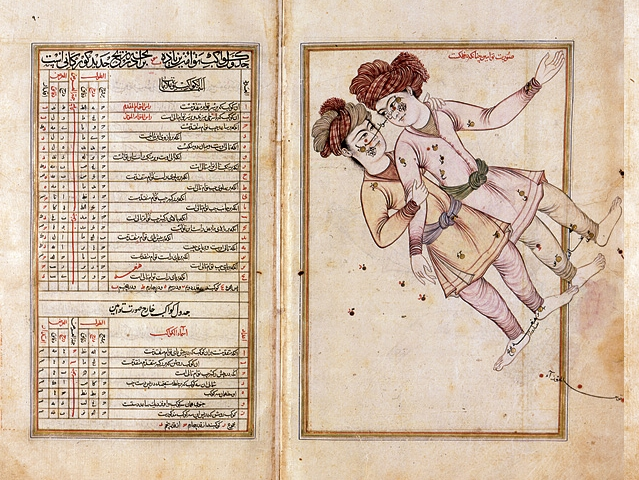
雙子座
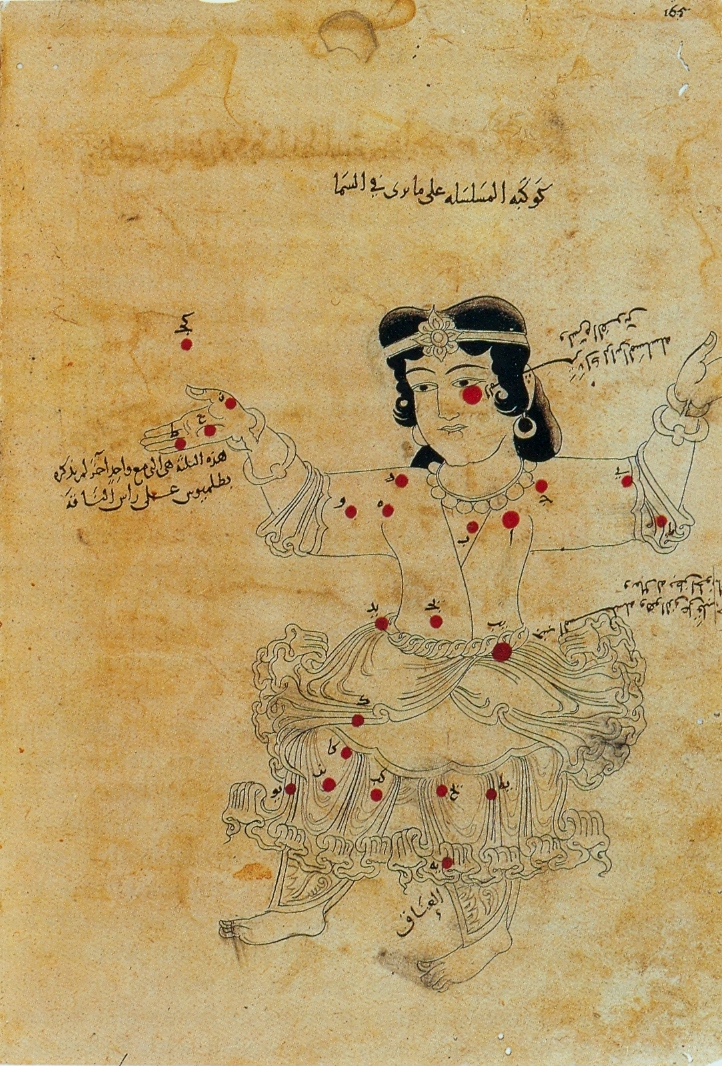
仙女座
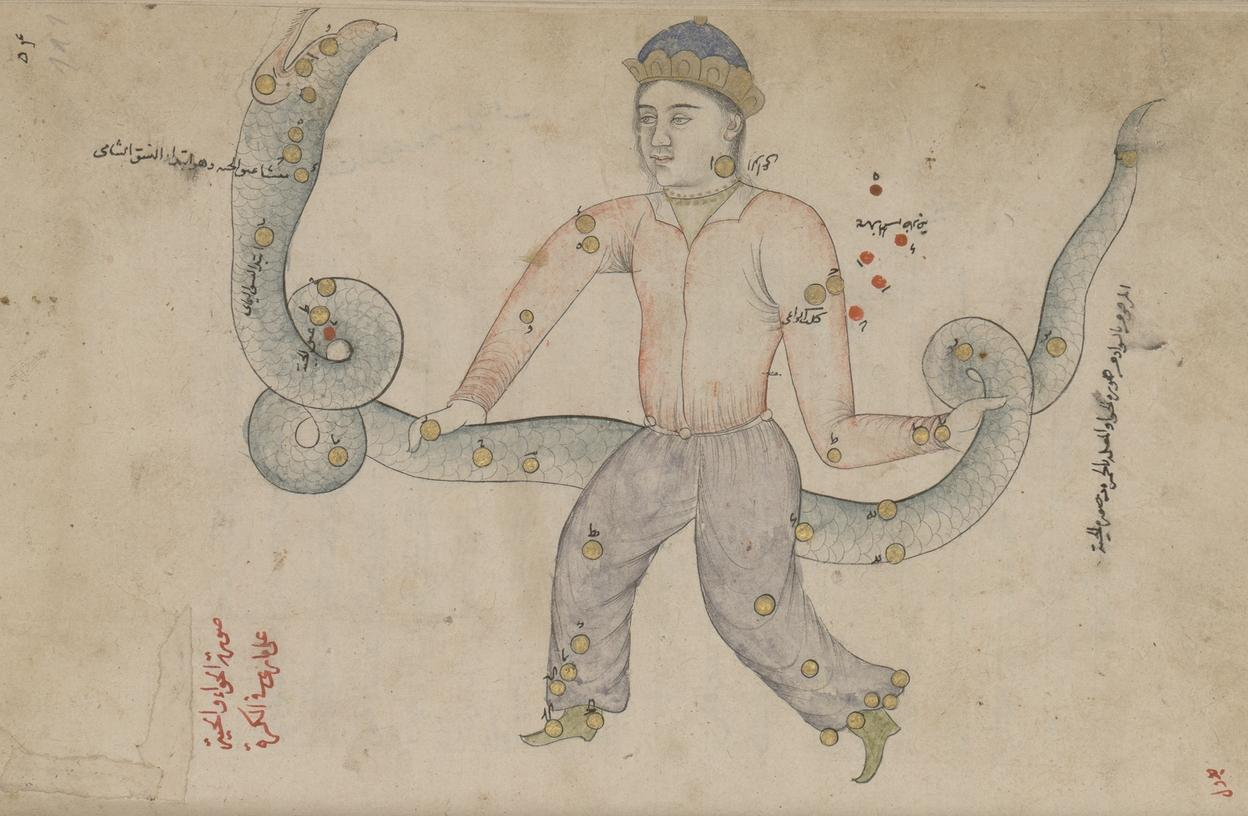
蛇夫座

## 相關連結
- 伊斯蘭黃金時代

## 資料來源
1. ↑  麥可·霍斯金主編，江曉原譯（2008年）：《劍橋插圖天文史》，臺北市：如果出版社，50頁
2. ↑  星座 - 世界数字图书馆 （页面存档备份，存于））
3. ↑  .   [2007-04-19]. （原始内容存档于2007-04-16）.
4. ↑  .   [2007-04-19]. （原始内容存档于2007-04-17）.
5. ↑  Hodge, Paul W (1992): Andromeda Galaxy, p.2, Netherlands: Kluwer Academic Publishers
6. ↑  Kepple, George Robert; Glen W. Sanner. . Willmann-Bell, Inc. 1998: 18. ISBN 0-943396-58-1.
7. ↑  Dr. Emily Winterburn (National Maritime Museum). . Foundation for Science Technology and Civilisation. 2005  [2008-01-22]. （原始内容存档于2014-02-22）.
8. ↑  http://www.shuangdakm.com/article.php?id=194 （页面存档备份，存于） 国际天文年伊朗举办苏菲天体观测国际竞赛 - 双达望远镜网]
9. ↑  . December 7, 2016  [2022-10-29]. （原始内容存档于2022-12-07）.